# Volodymyr Ivasjko
Volodymyr Antonovitsj Ivasjko (Oekraïens: Володимир Антонович Івашко; Russisch: Владимир Антонович Ивашко) (Poltava, 28 oktober 1932 – Moskou, 15 november 1994) was een Oekraïense politicus.
Na een lange carrière in het partijapparaat volgde Ivasjko op 28 september 1989 Volodymyr Sjtsjerbytsky op als eerste secretaris van de Communistische Partij van Oekraïne, de Oekraïense afdeling van de Communistische Partij van de Sovjet-Unie. Hoewel hij aanmerkelijk hervormingsgezinder was dan zijn voorganger, bleef Ivasjko fel gekant tegen elke poging tot verzelfstandiging van Oekraïne. Hij bekleedde deze functie tot 22 juni 1990. Van 4 juni tot 23 juli van dat jaar was hij tevens voorzitter van de Verchovna Rada en daarmee feitelijk president van de Oekraïense Socialistische Sovjet-Republiek. Sinds 9 december 1989 was Ivasjko volwaardig lid van het politbureau van de CPSU.
Op 11 juli 1990 kreeg Ivasjko de nieuw gecreëerde functie van plaatsvervangend secretaris-generaal van de CPSU en werd daarmee officieel plaatsvervanger van Michail Gorbatsjov. Toen laatstgenoemde als gevolg van de augustuscoup 24 augustus zijn functie moest neerleggen, werd Ivasjko kortstondig secretaris-generaal van de CPSU. Ivasjko, die vooral bekend was als een politieke pragmaticus met gematigd democratische opvattingen, weigerde mee te werken aan de coup, maar nam er evenmin duidelijk afstand van. Op 29 augustus kwam er aan zijn leiderschap een einde, toen de CPSU door de Opperste Sovjet van de Sovjet-Unie werd ontbonden.
Op 15 november 1994 overleed Ivasjko op 62-jarige leeftijd.
- Gemeinsame Normdatei: 120406976X
- Library of Congress Control Number: n88144745
- Virtual International Authority File: 45855898
- WorldCat: E39PBJtMpHJPytfvRW6HC9H6Kd